# Ivanjševski Vrh
Ivanjševski Vrh je naselje v Občini Gornja Radgona.